# 미스 수프라내셔널
미스 수프라내셔널(Miss Supranational)은 2009년부터 시작된 세계 미인 선발 대회이다.

## 타이틀 보유자
| 년도 | 미스 수프라내셔널 우승 (1위)      | 준우승                       | 준우승                        | 준우승                        | 준우승                              | 개최지                   | 참가자 |
| 년도 | 미스 수프라내셔널 우승 (1위)      | 2위                          | 3위                           | 4위                           | 5위                                 | 개최지                   | 참가자 |
| ---- | --------------------------------- | ---------------------------- | ----------------------------- | ----------------------------- | ----------------------------------- | ------------------------ | ------ |
| 2009 | 우크라이나 옥사나 모리아          | 벨라루스 마리나 레페샤       | 폴란드 클라우디아 웅게르만    | 온두라스 루스 알레만 알바라도 | 잉글랜드 아만다 릴리안 볼           | 프워츠크, 폴란드         | 36     |
| 2010 | 파나마 카리나 피닐라              | 체코 하나 베르나             | 슬로베니아 산드라 마리노비치  | 페루 클라우디아 빌라푸에르테  | 태국 메이타비 부라파싱              | 프워츠크, 폴란드         | 66     |
| 2011 | 폴란드 모니카 레브추크            | 벨라루스 류드밀라 야키모비치 | 푸에르토리코 발레리 벨레스    | 베트남 다니엘라 응우예노바    | 미국 크리스텔 코리                  | 프워츠크, 폴란드         | 70     |
| 2012 | 벨라루스 예카테리나 부라야        | 태국 난타완 완나추타         | 체코 미카엘라 딜로바          | 필리핀 일레인 케이 몰         | 에콰도르 줄라이 카스티요            | 바르샤바, 폴란드         | 53     |
| 2013 | 필리핀 무트야 다툴                | 멕시코 재클린 모랄레스       | 튀르키예 레일라 쾨세          | 인도네시아 크리스난다 위다니  | 미국령 버진아일랜드 에소니카 베이라 | 민스크, 벨라루스         | 83     |
| 2014 | 인도 아샤 바트                    | 태국 파라파손 디스담롱       | 가봉 마갈리 응게마            | 미국 앨린 로즈                | 폴란드 카타르지나 크제스조프스카    | 크르니차즈드루이, 폴란드 | 71     |
| 2015 | 파라과이 스테파니아 스테그만      | 캐나다 시에라 베어첼         | 콜롬비아 모니카 카스타뇨      | 아이슬란드 탄자 이르          | 멕시코 카리나 마르틴                | 크르니차즈드루이, 폴란드 | 82     |
| 2016 | 인도 스리니디 셰티                | 베네수엘라 발레리아 베스폴리 | 수리남 잘리사 피곳            | 스리랑카 오르넬라 구네스케레  | 헝가리 코리나 코시스                | 크르니차즈드루이, 폴란드 | 71     |
| 2017 | 대한민국 김제니                   | 콜롬비아 티카 마르티네즈     | 루마니아 비앙카 로레나 티르신 | 에티오피아 비타니야 요셉      | 푸에르토리코 라리사 산티아고        | 크르니차즈드루이, 폴란드 | 65     |
| 2018 | 푸에르토리코 발레리아 바스케스    | 미국 카트리나 디마라난       | 폴란드 막달레나 비엔코프스카  | 인도네시아 윌다 옥타비아나    | 멕시코 다이애나 로메로              | 크르니차즈드루이, 폴란드 | 72     |
| 2019 | 태국 안토니아 포실드              | 나미비아 야나 하이니쉬       | 인도네시아 제시카 피트리아나  | 페루 야닉 마세타              | 베네수엘라 가브리엘라 데 라 크루즈  | 카토비체, 폴란드         | 77     |
| 2021 | 나미비아 차니크 라베              | 푸에르토리코 카를라 귈푸     | 남아프리카 공화국 타토 모셀레 | 베네수엘라 발렌티나 산체스    | 도미니카 공화국 에오안나 콘스탄자   | 노비송치, 폴란드         | 58     |
| 2022 | 남아프리카 공화국 랄렐라 음스와네 | 태국 프레와니치 루앙통       | 베트남 응우옌 후인 김 두옌    | 인도네시아 아딘다 크레쉴라    | 베네수엘라 이스멜리스 벨라스케스    | 노비송치, 폴란드         | 69     |
| 2023 | 에콰도르 안드레아 아길레라        | 필리핀 폴린 아멜링크         | 브라질 산클레르 프란츠        | 영국 엠마 로즈 콜링리지       | 베트남 당 탄 응안                   | 노비송치, 폴란드         | 65     |
| 2024 | 인도네시아 하라슈타 하이파 자라   | 미국 제나 다이크스트라       | 체코 유스티나 제드니코바      | 브라질 이사도라 무르타        | 퀴라소 샤넬 드 라우                 | 노비송치, 폴란드         | 68     |
| 2025 | 브라질 에두아르다 브라움          | 독일 안나 라크리니           | 퀴라소 키샨텔리 레이토        | 필리핀 타라 발렌시아          | 푸에르토리코 발레리 클레파들로      | 노비송치, 폴란드         | 66     |

## 국가별 역대 우승 횟수
- 기준: 2025년

| 횟수 | 국가 |
| ---- | --- |
| 2    | 인도 |
| 1    | 푸에르토리코, 대한민국, 파라과이, 필리핀, 벨라루스, 폴란드, 파나마, 우크라이나, 타일랜드, 나미비아, 에콰도르, 남아프리카공화국, 인도네시아, 브라질 |

## 대한민국의 역대 출전자
| 연도        | 이름                     | 출전 자격                         | 수상                         |
| ----------- | ------------------------ | --------------------------------- | ---------------------------- |
| 2009        | 미출전                   | 미출전                            | 미출전                       |
| 2010        | 유수정                   | 미스코리아 미(美)                 | Top 20 (10위) & 아시아태평양 |
| 2011 ~ 2013 | 미출전                   | 미출전                            | 미출전                       |
| 2014        | 김민지                   | 2014 미스 월드 코리아 2위         |                              |
| 2015        | 미출전                   | 미출전                            | 미출전                       |
| 2016        | 이다솔                   | 개인출전                          |                              |
| 2017        | 김제니                   | 2015 미스 월드 코리아 2위         | 우승                         |
| 2018        | 이은비                   | 2018 미스퀸 코리아 대상           | 탤런트상                     |
| 2019        | 권휘                     | 2019 미스퀸 코리아 대상           |                              |
| 2020        | 미개최 (코로나19 범유행) | 미개최 (코로나19 범유행)          | 미개최 (코로나19 범유행)     |
| 2021        | 전혜수                   | 2019 미스퀸 코리아 2위            |                              |
| 2022        | 송채련                   | 지정                              |                              |
| 2023        | 노주현                   | 지정                              | 탤런트상                     |
| 2024        | 최정은                   | 지정                              | 미출전                       |
| 2025        | 유현정                   | 2025 미스 수프라내셔널 코리아 1위 | Top 24                       |

## 같이 보기
- 미스 유니버스
- 미스 월드
- 미스 인터내셔널
- 미스 어스
- 미스 그랜드 인터내셔널
- 미스 인터콘티넨탈
- 미스 참 인터내셔널
- 미스 아시아 퍼시픽 인터내셔널
- 미스터 수프라내셔널